# Jane (banda)
Jane, también conocido como Jane Emerge, fue un grupo de rock progresivo alemán, surgido en el seno de la escena krautrock.
A partir de los años 90 el grupo se ramificó en varias versiones, coexistiendo al mismo tiempo.
Aunque Jane como banda propiamente dicha ya no existe, el núcleo central del grupo tuvo continuidad como Peter Panka's Jane desde la década de 1990.

## Carrera inicial
Jane surge en la ciudad de Hannover, Alemania hacia 1970, como una continuación del grupo The J.P.s, integrado por Peter Panka, Klaus Hess y Werner Nadolny, a quienes se unieron Charly Maucher y Bernd Pulst.
Un álbum debut, Together fue editado por el sello Brain Records en 1972, con reminiscencias al sonido de bandas como Pink Floyd, Deep Purple o Uriah Heep, especialmente notable por el órgano de Werner Nadolny, y su contrapunto con la guitarra de Klaus Hess, estilo que marcaría los siguientes trabajos del grupo: Here We Are, Jane III y Lady.

## Decadencia y ramificaciones
En 1982 Klaus Hess se alejó de la banda, y el batería Peter Panka reformuló al grupo, editando el disco Beautiful Lady en 1986, que sería el último trabajo editado como Jane.
En la década de 1990, tras una fallida reunión de Panka con Hess, Jane se dividió virtualmente en dos núcleos distintos: Peter Panka's Jane, y la versión de Hess, denominada Mother Jane, aunque Panka continuó poseyendo los derechos del grupo original.
Peter Panka falleció de cáncer en julio de 2007, no obstante el cantante Charly Maucher, cumpliendo el deseo de Panka, continuó con el grupo.
Sumado a la confusión de nombres y ramificaciones, el organista Werner Nadolny creó su propia versión de Jane: Werner Nadolny's Jane, a fines de la década de 2000.

## Discografía
Jane
- Together (1972)
- Here We Are (1973)
- Jane III (1974)
- Lady (1975)
- Fire, Water, Earth and Air (1976)
- Between Heaven and Hell (1977)
- Age of Madness (1978)
- Sign No. 9 (1979)
- Jane (1980)
- Germania (1982)
- Beautiful Lady (1986)

Peter Panka's Jane
- Resurrection (1996)
- Genuine (2002)
- Shine On (2003)
- Voices (2006)
- Traces (2009)
- Kuxan Suum (2011)

Mother Jane (Klaus Hess)
- In Dreams (2009)
- Turn the Page (2012)

Werner Nadolny's Jane
- Proceed with Memories... (2008)
- Eternity (2011)